# Hycleus deckeni
Hycleus deckeni là một loài bọ cánh cứng trong họ Meloidae. Loài này được Gerstaecker miêu tả khoa học năm 1871.